# Harold Barron
Harold Earl Barron (29 agosto 1894 – San Francisco, 5 ottobre 1978) è stato un ostacolista statunitense, specializzato nei 110 metri ostacoli.

## Palmarès

### Olimpiadi
- Argento a Anversa 1920 nei 110 metri ostacoli.